# Olympische Jugend-Winterspiele 2020/Eisschnelllauf
Bei den III. Olympischen Jugend-Winterspielen 2020 in Lausanne fanden sieben Wettbewerbe im Eisschnelllauf statt. Austragungsort war erstmals in der olympischen Geschichte mit dem St. Moritzersee eine Natureisbahn.

## Zeitplan
| Zeitplan Eisschnelllauf | Zeitplan Eisschnelllauf | Zeitplan Eisschnelllauf | Zeitplan Eisschnelllauf | Zeitplan Eisschnelllauf | Zeitplan Eisschnelllauf |
| Wettbewerbe             | Januar                  | Januar                  | Januar                  | Januar                  | Januar                  |
| Wettbewerbe             | 12.                     | 13.                     | 14.                     | 15.                     | 16.                     |
| ----------------------- | ----------------------- | ----------------------- | ----------------------- | ----------------------- | ----------------------- |
| Männer 500 m            |                         |                         |                         |                         |                         |
| Männer 1500 m           |                         |                         |                         |                         |                         |
| Männer Massenstart      |                         |                         |                         |                         |                         |
| Frauen 500 m            |                         |                         |                         |                         |                         |
| Frauen 1500 m           |                         |                         |                         |                         |                         |
| Frauen Massenstart      |                         |                         |                         |                         |                         |
| Mixed Teamsprint        |                         |                         |                         |                         |                         |
| Entscheidungen          | 2                       | 2                       | 0                       | 1                       | 2                       |

|  | Medaillenentscheidung |

## Bilanz

### Medaillenspiegel
| Platz  | Land                 | Gold | Silber | Bronze | Gesamt |
| ------ | -------------------- | ---- | ------ | ------ | ------ |
| 1      | Japan                | 3    | 1      | 1      | 5      |
| 2      | Niederlande          | 2    | –      | –      | 2      |
| 3      | China                | 1    | 1      | 2      | 4      |
| 4      | Gemischte Mannschaft | 1    | 1      | 1      | 3      |
| 5      | Russland             | –    | 1      | 1      | 2      |
| 6      | Kolumbien            | –    | 1      | –      | 1      |
| 6      | Spanien              | –    | 1      | –      | 1      |
| 6      | Tschechien           | –    | 1      | –      | 1      |
| 9      | Italien              | –    | –      | 1      | 1      |
| 9      | Vereinigte Staaten   | –    | –      | 1      | 1      |
| Gesamt | Gesamt               | 7    | 7      | 7      | 21     |

### Medaillengewinner
| Disziplin          | Gold                                                                 | Silber                                                         | Bronze                                                                       |
| ------------------ | -------------------------------------------------------------------- | -------------------------------------------------------------- | ---------------------------------------------------------------------------- |
| Männer 500 m       | Yudai Yamamoto                                                       | Nil Llop                                                       | Xue Zhiwen                                                                   |
| Männer 1500 m      | Motonaga Arito                                                       | Pawel Taran                                                    | Jonathan Tobon                                                               |
| Männer Massenstart | Motonaga Arito                                                       | Diego Amaya                                                    | Pawel Taran                                                                  |
| Frauen 500 m       | Isabel Grevelt                                                       | Wang Jingyi                                                    | Yukino Yoshida                                                               |
| Frauen 1500 m      | Myrthe de Boer                                                       | Yuka Takahashi                                                 | Yang Binyu                                                                   |
| Frauen Massenstart | Yang Binyu                                                           | Zuzana Kuršová                                                 | Katia Filippi                                                                |
| Mixed Teamsprint   | Team 3 Sini Siro Yukino Yoshida Ignaz Gschwentner Alexander Sergejev | Team 16 Laura Kivioja Daria Kopacz Theo Collins Motonaga Arito | Team 14 Ramona Ionel Walerija Sorokoletowa Tuukka Suomalainen Jonathan Tobon |

## Ergebnisse

### Männer

#### 500 m
| Platz | Land | Athlet                | Zeit        |
| ----- | ---- | --------------------- | ----------- |
| 1     | JPN  | Yudai Yamamoto        | 36,42 s     |
| 2     | ESP  | Nil Llop              | 36,60 s     |
| 3     | CHN  | Xue Zhiwen            | 36,67 s     |
| 4     | COL  | Diego Amaya           | 37,05 s     |
| 5     | USA  | Jordan Stolz          | 37,34 s     |
| 6     | AUT  | Ignaz Gschwentner     | 37,58 s     |
| 7     | KOR  | Yang Suk-hoon         | 37,66 s     |
| 8     | USA  | Jonathan Tobon        | 37,78 s     |
| 9     | RUS  | Alexander Sergejew    | 38,03 s     |
| 10    | CHN  | Sun Jiazhao           | 38,11 s     |
| 11    | RUS  | Pawel Taran           | 38,17 s     |
| 12    | ITA  | Nicky Rosanelli       | 38,22 s     |
| 13    | JPN  | Motonaga Arito        | 38,31 s     |
| 14    | GER  | Felix Motschmann      | 38,51 s     |
| 15    | KOR  | Park Sang-eon         | 38,56 s     |
| 16    | POL  | Michał Kopacz         | 38,58 s     |
| 17    | NED  | Remo Slotegraaf       | 38,68 s     |
| 18    | NOR  | Oddbjørn Mellemstrand | 38,85 s     |
| 19    | FIN  | Tuukka Suomalainen    | 38,93 s     |
| 20    | FIN  | Eetu Käsnänen         | 38,97 s     |
| 21    | KAZ  | Jewgeni Koschkin      | 39,01 s     |
| 22    | GER  | Manuel Zähringer      | 39,34 s     |
| 23    | POL  | Filip Hawrylak        | 39,60 s     |
| 24    | NOR  | Sander Eitrem         | 39,62 s     |
| 25    | BLR  | Maks Fjodarau         | 39,65 s     |
| 26    | KAZ  | Nuraly Aqschol        | 40,07 s     |
| 27    | BLR  | Andrej Herman         | 40,35 s     |
| 28    | GBR  | Theo Collins          | 40,59 s     |
| 29    | CZE  | Lukáš Steklý          | 41,12 s     |
| 30    | CZE  | Jakub Kočí            | 41,64 s     |
| 31    | NED  | Sebas Diniz           | 2:11,01 min |

Datum: 12. Januar 2020, 11:00 Uhr

#### 1500 m
| Platz | Land | Athlet                | Zeit (min) |
| ----- | ---- | --------------------- | ---------- |
| 1     | JPN  | Motonaga Arito        | 1:52,24    |
| 2     | RUS  | Pawel Taran           | 1:53,74    |
| 3     | USA  | Jonathan Tobon        | 1:55,67    |
| 4     | COL  | Diego Amaya           | 1:55,80    |
| 5     | NED  | Remo Slotegraaf       | 1:56,87    |
| 6     | NOR  | Sander Eitrem         | 1:57,11    |
| 7     | KOR  | Park Sang-eon         | 1:57,15    |
| 8     | ESP  | Nil Llop              | 1:58,00    |
| 9     | CHN  | Sun Jiazhao           | 1:58,10    |
| 10    | JPN  | Yudai Yamamoto        | 1:59,36    |
| 11    | NED  | Sebas Diniz           | 1:59,47    |
| 12    | NOR  | Oddbjørn Mellemstrand | 1:59,48    |
| 13    | POL  | Filip Hawrylak        | 2:00,02    |
| 14    | RUS  | Alexander Sergejew    | 2:00,26    |
| 15    | BLR  | Maks Fjodarau         | 2:00,50    |
| 16    | GER  | Felix Motschmann      | 2:01,53    |
| 17    | BLR  | Andrej Herman         | 2:01,76    |
| 18    | GER  | Manuel Zähringer      | 2:01,87    |
| 19    | AUT  | Ignaz Gschwentner     | 2:02,15    |
| 20    | KAZ  | Nuraly Aqschol        | 2:02,73    |
| 21    | USA  | Jordan Stolz          | 2:02,84    |
| 22    | CZE  | Jakub Kočí            | 2:03,54    |
| 23    | CZE  | Lukáš Steklý          | 2:04,00    |
| 24    | SUI  | Flavio Gross          | 2:04,45    |
| 25    | KOR  | Yang Suk-hoon         | 2:04,61    |
| 26    | POL  | Michał Kopacz         | 2:04,99    |
| 27    | ITA  | Nicky Rosanelli       | 2:05,28    |
| 28    | FIN  | Eetu Käsnänen         | 2:05,55    |
| 29    | CHN  | Xue Zhiwen            | 2:07,44    |
| 30    | FIN  | Tuukka Suomalainen    | 2:07,80    |
| 31    | KAZ  | Jewgeni Koschkin      | 2:08,00    |
| 32    | GBR  | Theo Collins          | 2:09,43    |

Datum: 13. Januar 2020, 11:00 Uhr

#### Massenstart

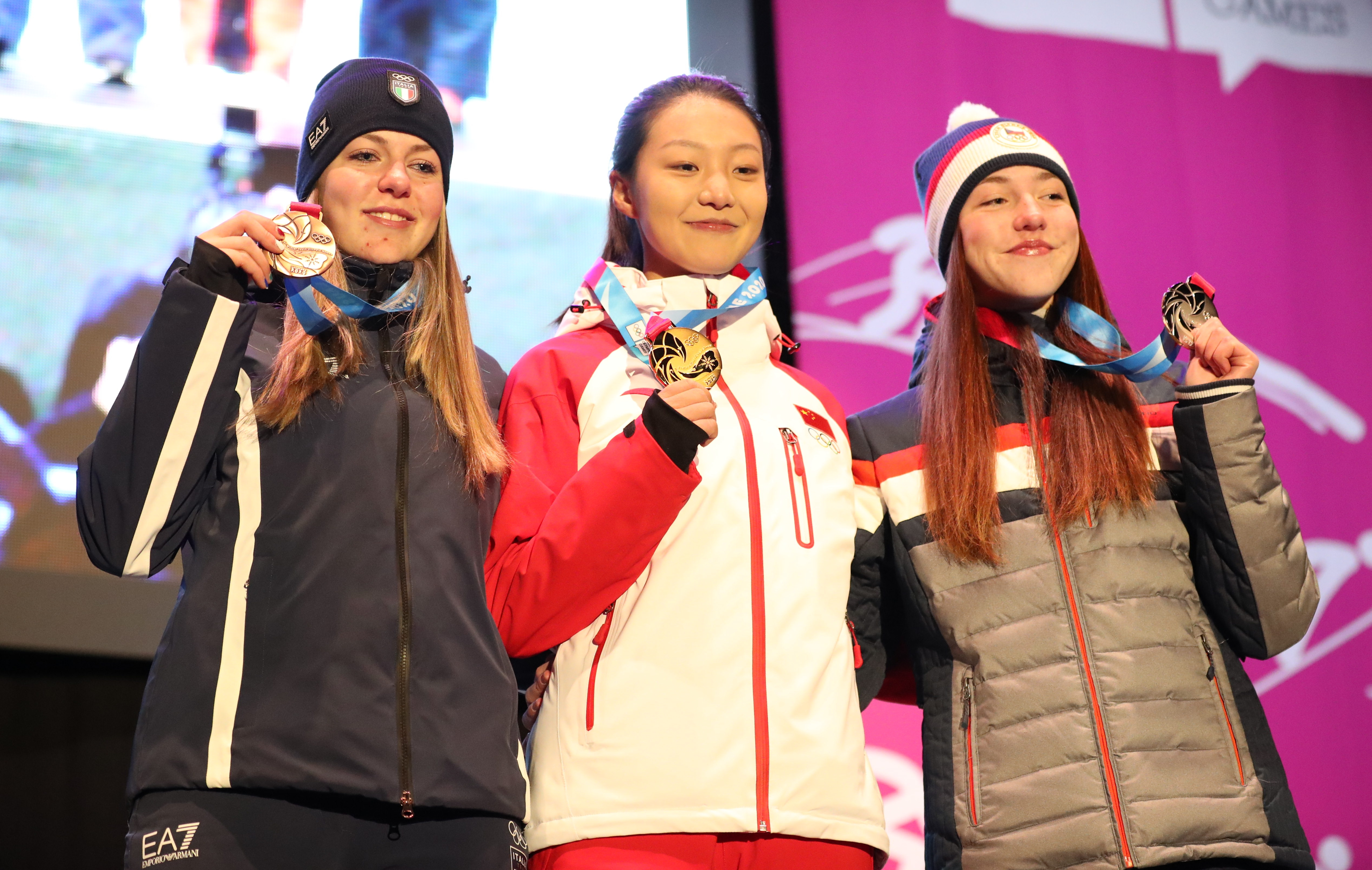
Medaillengewinnerinnen Filippi, Binyu und Kuršová (von links nach rechts)

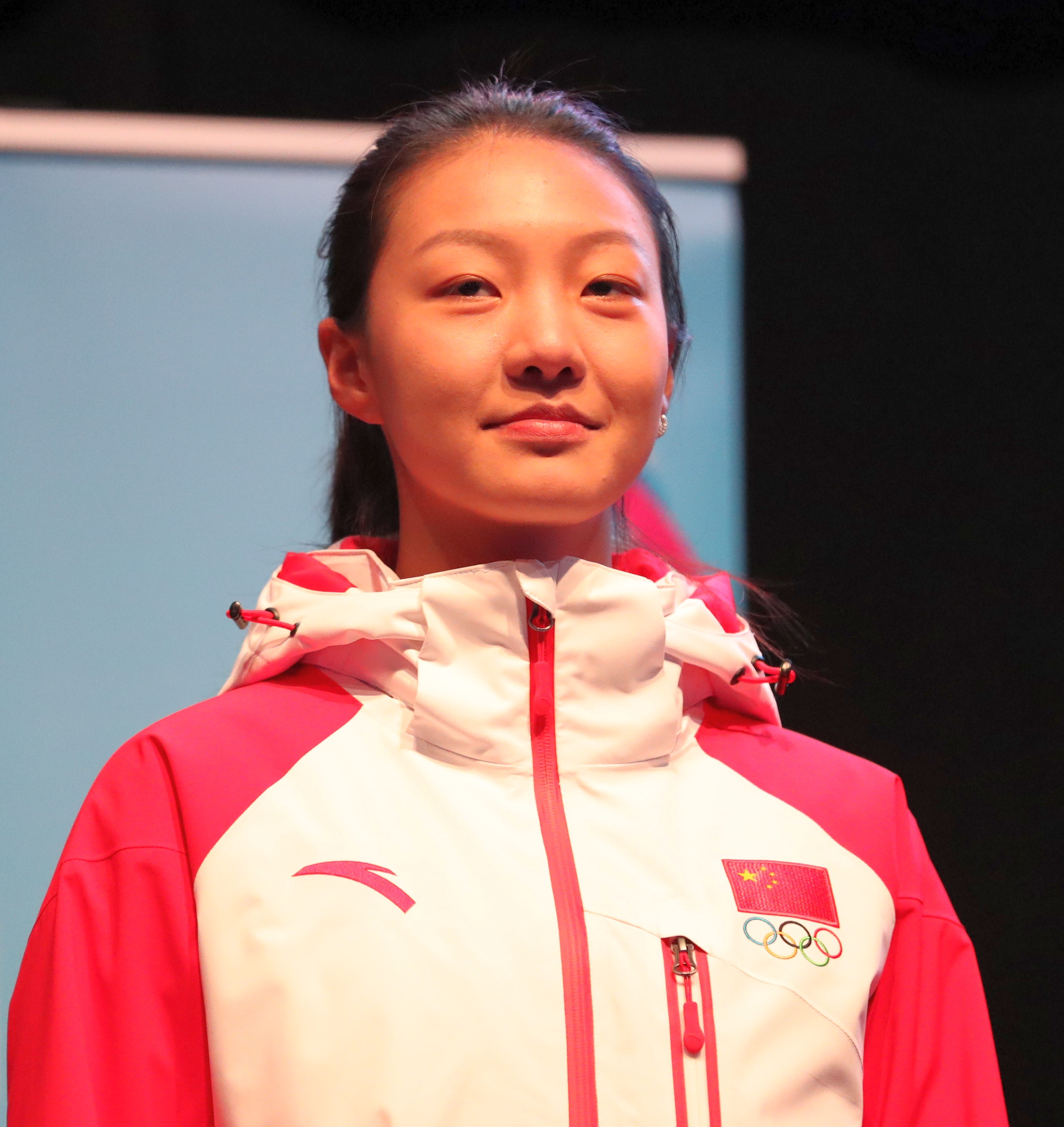
Jugend-Olympiasiegerin Yang Binyu

| Platz | Land | Athlet                | Punkte | Zeit (min) |
| ----- | ---- | --------------------- | ------ | ---------- |
| 1     | JPN  | Motonaga Arito        | 30     | 6:29,72    |
| 2     | COL  | Diego Amaya           | 20     | 6:30,33    |
| 3     | RUS  | Pawel Taran           | 10     | 6:30,41    |
| 4     | BLR  | Maks Fjodarau         | 6      | 6:43,41    |
| 5     | CHN  | Sun Jiazhao           | 4      | 6:30,75    |
| 6     | GER  | Felix Motschmann      | 4      | 6:49,35    |
| 7     | AUT  | Ignaz Gschwentner     | 2      | 6:30,89    |
| 8     | USA  | Jonathan Tobon        | 1      | 6:30,97    |
| 9     | NED  | Remo Slotegraaf       | 1      | 6:37,71    |
| 10    | JPN  | Yudai Yamamoto        | 1      | 6:49,70    |
| 11    | KOR  | Park Sang-eon         | 0      | 6:31,18    |
| 12    | NOR  | Oddbjørn Mellemstrand | 0      | 6:33,04    |
| 13    | RUS  | Alexander Sergejew    | 0      | 6:33,87    |
| 14    | ESP  | Nil Llop              | 0      | 6:33,94    |
| 15    | SUI  | Flavio Gross          | 0      | 6:35,31    |
| 16    | NED  | Sebas Diniz           | 0      | 6:40,58    |

Datum: 16. Januar 2020, 11:00 Uhr

### Frauen

#### 500 m
| Platz | Land | Athletin              | Zeit (s) |
| ----- | ---- | --------------------- | -------- |
| 1     | NED  | Isabel Grevelt        | 40,57    |
| 2     | CHN  | Wang Jingyi           | 41,07    |
| 3     | JPN  | Yukino Yoshida        | 41,16    |
| 4     | CHN  | Yang Binyu            | 41,25    |
| 5     | KOR  | Kim Min-hui           | 41,60    |
| 6     | GER  | Anna Ostlender        | 41,63    |
| 7     | NED  | Myrthe de Boer        | 41,70    |
| 8     | GER  | Victoria Stirnemann   | 41,80    |
| 9     | ITA  | Serena Pergher        | 42,03    |
| 10    | JPN  | Yuka Takahashi        | 42,21    |
| 11    | ESP  | Luisa María González  | 42,27    |
| 12    | RUS  | Alexandra Rutkowskaja | 42,57    |
| 13    | KAZ  | Alina Dauranowa       | 42,87    |
| 14    | RUS  | Walerija Sorokoletowa | 42,98    |
| 15    | KOR  | Kang Soo-min          | 42,99    |
| 16    | POL  | Daria Kopacz          | 43,13    |
| 17    | FIN  | Laura Kivioja         | 43,41    |
| 18    | HUN  | Hanna Bíró            | 43,48    |
| 19    | ROU  | Ramona Ionel          | 43,60    |
| 20    | BLR  | Karyna Schypulja      | 43,70    |
| 21    | ITA  | Katia Filippi         | 43,85    |
| 22    | BEL  | Fran Vanhoutte        | 43,99    |
| 23    | POL  | Marta Dobrowolska     | 44,03    |
| 24    | ROU  | Ilka Füzesy           | 44,056   |
| 25    | KAZ  | Darja Gawrilowa       | 44,058   |
| 26    | BLR  | Warwara Bandaryna     | 44,06    |
| 27    | NOR  | Julie Berg Sjøbrend   | 44,11    |
| 28    | NOR  | Amalie Haugland       | 44,12    |
| 29    | ESP  | Carla Álvarez         | 44,34    |
| 30    | FIN  | Sini Siro             | 44,55    |
| 31    | CZE  | Zuzana Kuršová        | 44,67    |
| 32    | CZE  | Kateřina Macháčková   | 45,89    |

Datum: 12. Januar 2020, 11:00 Uhr

#### 1500 m
| Platz | Land | Athletin              | Zeit (min) |
| ----- | ---- | --------------------- | ---------- |
| 1     | NED  | Myrthe de Boer        | 2:10,44    |
| 2     | JPN  | Yuka Takahashi        | 2:10,58    |
| 3     | CHN  | Yang Binyu            | 2:10,93    |
| 4     | GER  | Victoria Stirnemann   | 2:11,36    |
| 5     | RUS  | Alexandra Rutkowskaja | 2:13,41    |
| 6     | ITA  | Katia Filippi         | 2:13,63    |
| 7     | NED  | Isabel Grevelt        | 2:14,56    |
| 8     | BEL  | Fran Vanhoutte        | 2:16,82    |
| 9     | JPN  | Yukino Yoshida        | 2:17,054   |
| 10    | RUS  | Walerija Sorokoletowa | 2:17,059   |
| 11    | KAZ  | Darja Gawrilowa       | 2:17,06    |
| 12    | NOR  | Julie Berg Sjøbrend   | 2:17,24    |
| 13    | KOR  | Kang Soo-min          | 2:17,28    |
| 14    | CZE  | Zuzana Kuršová        | 2:18,65    |
| 15    | KAZ  | Alina Dauranowa       | 2:18,82    |
| 16    | HUN  | Hanna Bíró            | 2:19,29    |
| 17    | FIN  | Laura Kivioja         | 2:19,39    |
| 18    | GER  | Anna Ostlender        | 2:19,58    |
| 19    | BLR  | Karyna Schypulja      | 2:20,08    |
| 20    | NOR  | Amalie Haugland       | 2:20,12    |
| 21    | ROU  | Ramona Ionel          | 2:20,21    |
| 22    | POL  | Daria Kopacz          | 2:20,49    |
| 23    | ROU  | Ilka Füzesy           | 2:20,58    |
| 24    | POL  | Marta Dobrowolska     | 2:22,34    |
| 25    | CZE  | Kateřina Macháčková   | 2:22,84    |
| 26    | KOR  | Kim Min-hui           | 2:23,48    |
| 27    | FIN  | Sini Siro             | 2:23,73    |
| 28    | BLR  | Warwara Bandaryna     | 2:24,61    |
| 29    | ESP  | Luisa María González  | 2:25,68    |
| 30    | ITA  | Serena Pergher        | 2:29,82    |
| 31    | ESP  | Carla Álvarez         | 2:37,24    |
|       | CHN  | Wang Jingyi           | DSQ        |

Datum: 13. Januar 2020, 11:00 Uhr

#### Massenstart
| Platz | Land | Athletin              | Punkte | Zeit (min) |
| ----- | ---- | --------------------- | ------ | ---------- |
| 1     | CHN  | Yang Binyu            | 30     | 6:50,68    |
| 2     | CZE  | Zuzana Kuršová        | 25     | 6:50,90    |
| 3     | ITA  | Katia Filippi         | 10     | 6:51,03    |
| 4     | BLR  | Warwara Bandaryna     | 5      | 7:24,05    |
| 5     | JPN  | Yuka Takahashi        | 4      | 6:51,07    |
| 6     | KOR  | Kang Soo-min          | 2      | 6:51,18    |
| 7     | RUS  | Alexandra Rutkowskaja | 2      | 6:57,74    |
| 8     | GER  | Anna Ostlender        | 1      | 6:52,12    |
| 9     | BEL  | Fran Vanhoutte        | 0      | 6:52,72    |
| 10    | NED  | Isabel Grevelt        | 0      | 6:53,07    |
| 11    | GER  | Victoria Stirnemann   | 0      | 6:53,08    |
| 12    | ESP  | Luisa María González  | 0      | 6:53,45    |
| 13    | NOR  | Amalie Haugland       | 0      | 6:57,11    |
| 14    | JPN  | Yukino Yoshida        | 0      | 6:57,26    |
| 15    | ESP  | Carla Álvarez         | 0      | 7:15,23    |
| 16    | CHN  | Wang Jingyi           |        | DNF        |

Datum: 16. Januar 2020, 11:00 Uhr

### Mixed

#### Mixed Teamsprint

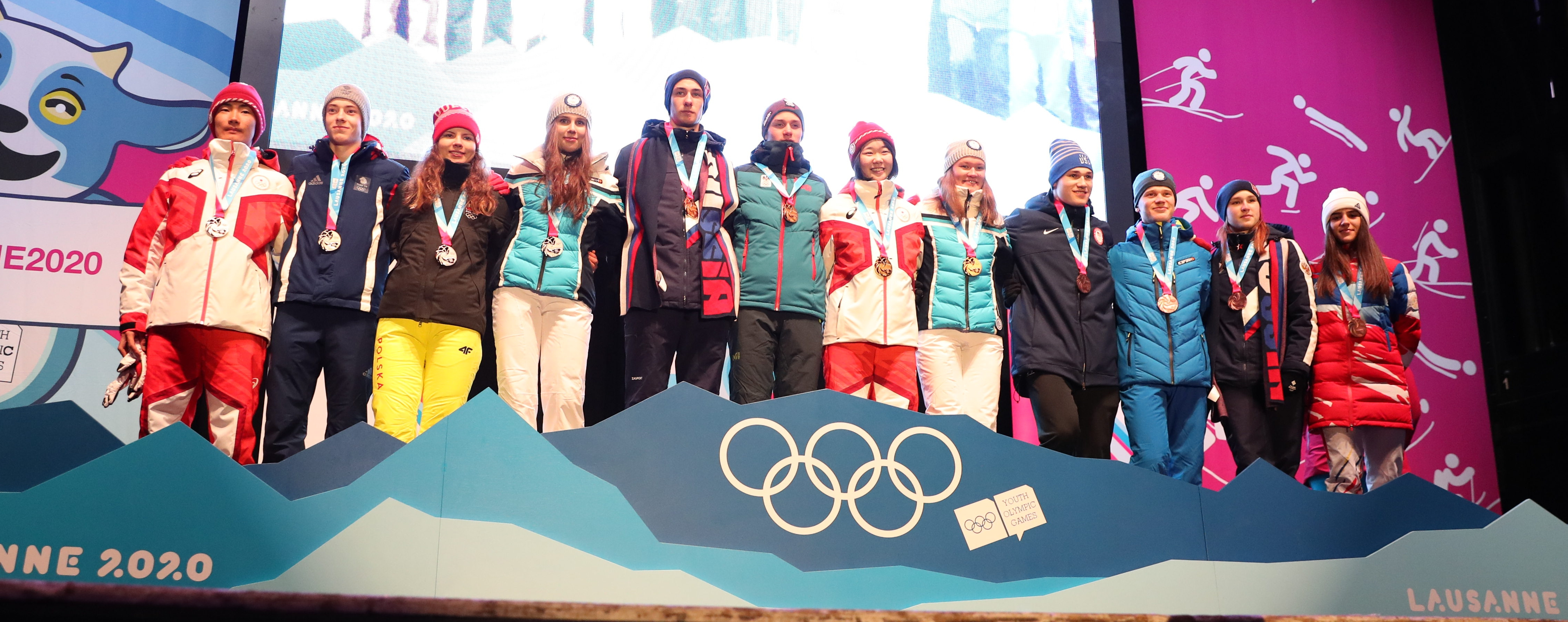
Medaillengewinner

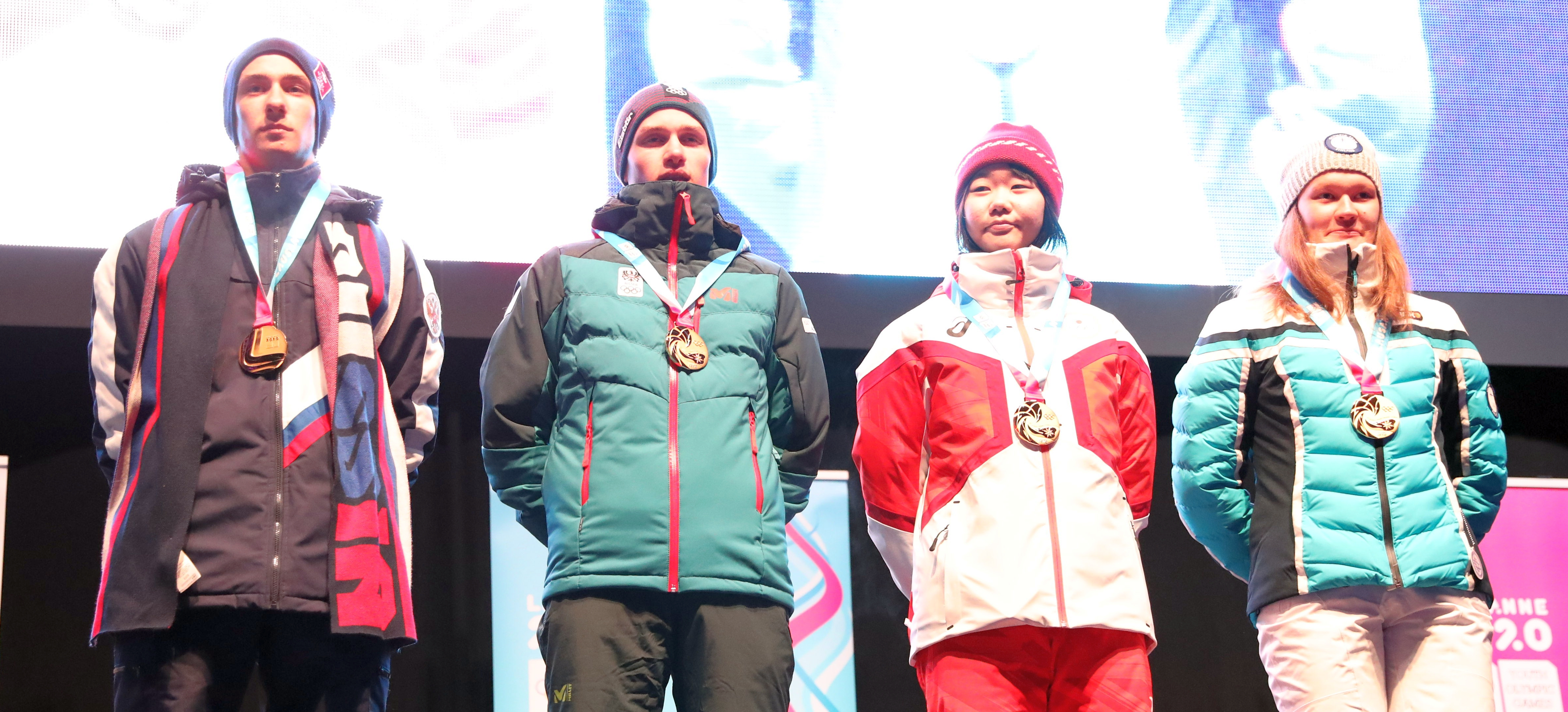
Alexander Sergejew, Ignaz Gschwentner, Yukino Yoshida und Sini Siro (von links nach rechts)

| Platz | Land | Athleten                                                                     | Zeit (min) |
| ----- | ---- | ---------------------------------------------------------------------------- | ---------- |
| 1     | MIX  | Team 3 Sini Siro Yukino Yoshida Ignaz Gschwentner Alexander Sergejew         | 2:04,10    |
| 2     | MIX  | Team 16 Laura Kivioja Daria Kopacz Theo Collins Motonaga Arito               | 2:05,92    |
| 3     | MIX  | Team 14 Ramona Ionel Walerija Sorokoletowa Tuukka Suomalainen Jonathan Tobon | 2:05,96    |
| 4     | MIX  | Team 9 Serena Pergher Ilka Füzesy Yang Suk-hoon Nil Llop                     | 2:06,33    |
| 5     | MIX  | Team 7 Warwara Bandaryna Myrthe de Boer Lukáš Steklý Yudai Yamamoto          | 2:06,80    |
| 6     | MIX  | Team 15 Hanna Bíró Kang Soo-min Jewgeni Koschkin Pawel Taran                 | 2:07,27    |
| 7     | MIX  | Team 11 Luisa María González Fran Vanhoutte Nicky Rosanelli Sander Eitrem    | 2:07,46    |
| 8     | MIX  | Team 8 Darja Gawrilowa Victoria Stirnemann Flavio Gross Sun Jiazhao          | 2:07,71    |
| 9     | MIX  | Team 1 Kateřina Macháčková Isabel Grevelt Maks Fjodarau Felix Motschmann     | 2:08,16    |
| 10    | MIX  | Team 10 Marta Dobrowolska Yuka Takahashi Michał Kopacz Park Sang-eon         | 2:08,62    |
| 11    | MIX  | Team 2 Zuzana Kuršová Wang Jingyi Manuel Zähringer Andrej Herman             | 2:09,32    |
| 12    | MIX  | Team 12 Katia Filippi Alexandra Rutkowskaja Eetu Käsnänen Remo Slotegraaf    | 2:10,07    |
| 13    | MIX  | Team 4 Carla Álvarez Yang Binyu Filip Hawryłak Nuraly Aqschol                | 2:10,67    |
|       | MIX  | Team 5 Amalie Haugland Kim Min-hui Oddbjørn Mellemstrand Jordan Stolz        | DSQ        |
|       | MIX  | Team 6 Julie Berg Sjøbrend Anna Ostlender Jakub Kočí Sebas Diniz             | DSQ        |
|       | MIX  | Team 13 Karyna Schypulja Alina Dauranowa Xue Zhiwen Diego Amaya              | DSQ        |

Datum: 15. Januar 2020, 11:00 Uhr
Im Mixed Teamsprint traten pro Team zwei Männer und zwei Frauen aus verschiedenen Nationen an.